# Oligota oahuensis
Oligota oahuensis är en skalbaggsart som beskrevs av Sharp 1908. Oligota oahuensis ingår i släktet Oligota och familjen kortvingar. Inga underarter finns listade i Catalogue of Life.